# Tyrolské hrabství
Tyrolské (okněžněné) hrabství (německy Gefürstete Grafschaft Tirol, italsky Contea principesca del Tirolo) byl v letech 1140–1919 politický útvar na území Tyrol. Země patřila v prostoru Alp k významným státům, které ovládaly přístupy z německých oblastí Říše do Itálie, proto se jej také snažili ovládnout Habsburkové – jejich vedlejší linie tu pak od 60. let 14. století vládly. Roku 1504 bylo hrabství okněžněno (tj. pozvednuto do vyššího, knížecího stavu), nicméně vládci dále zůstali na úrovni hrabat.
V souboru habsburských zemí byla během 15. století země zahrnována do tzv. Předních Rakous, později do „dědičných zemí“, jež po r. 1867 tvořily Předlitavsko. Dnes je toto území rozděleno převážně mezi rakouskou spolkovou zemi Tyrolsko a italskou autonomní oblast Tridentsko-Jižní Tyrolsko (Trentino-Alto Adige), avšak menší okrajová území byla za Mussoliniho vlády začleněna do Benátska a Lombardie.

## Historie

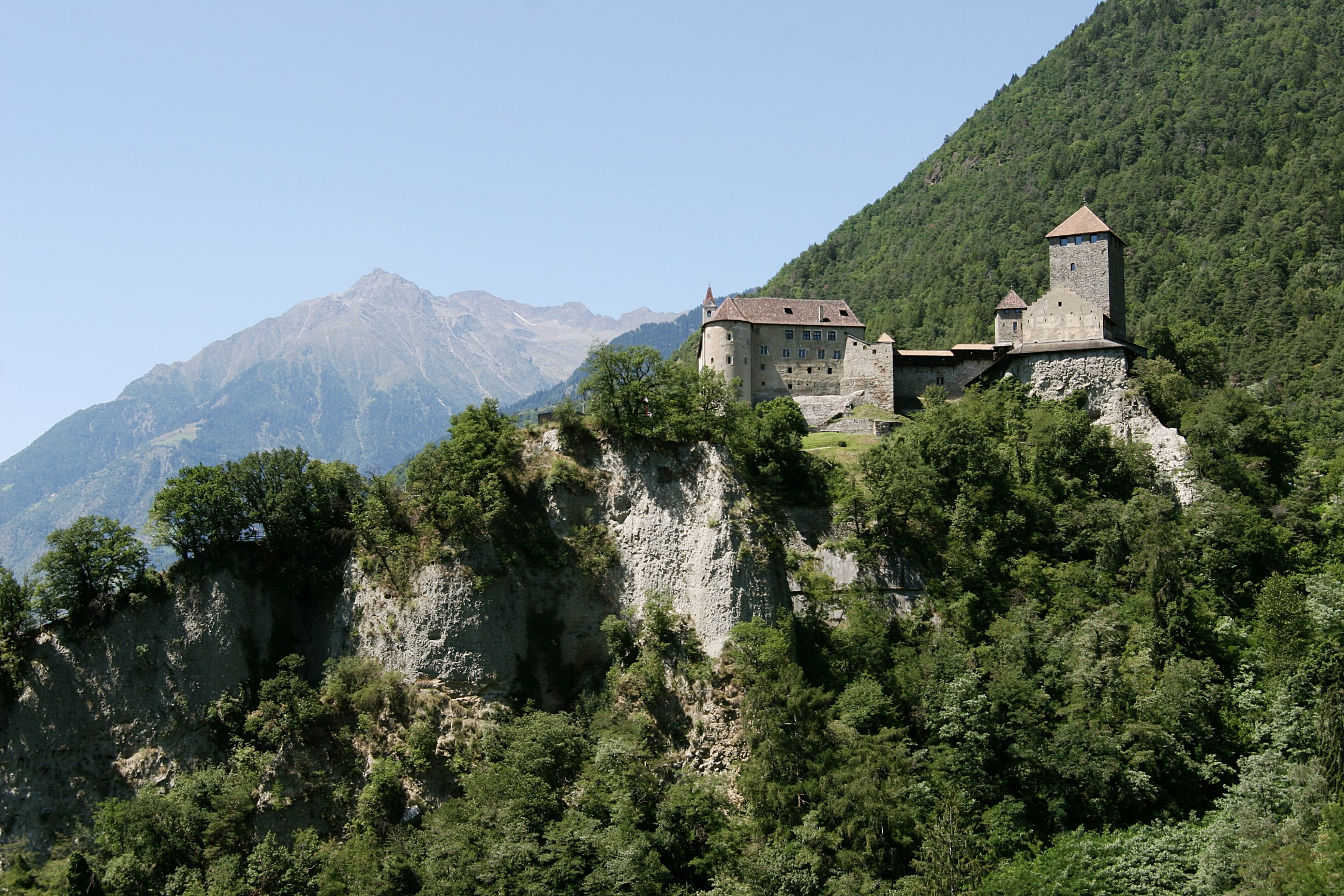
Hrad Tirol (dnes v Jižních Tyrolech na území Itálie), až do roku 1420 rodové sídlo tyrolských hrabat, po němž má i celé území své jméno

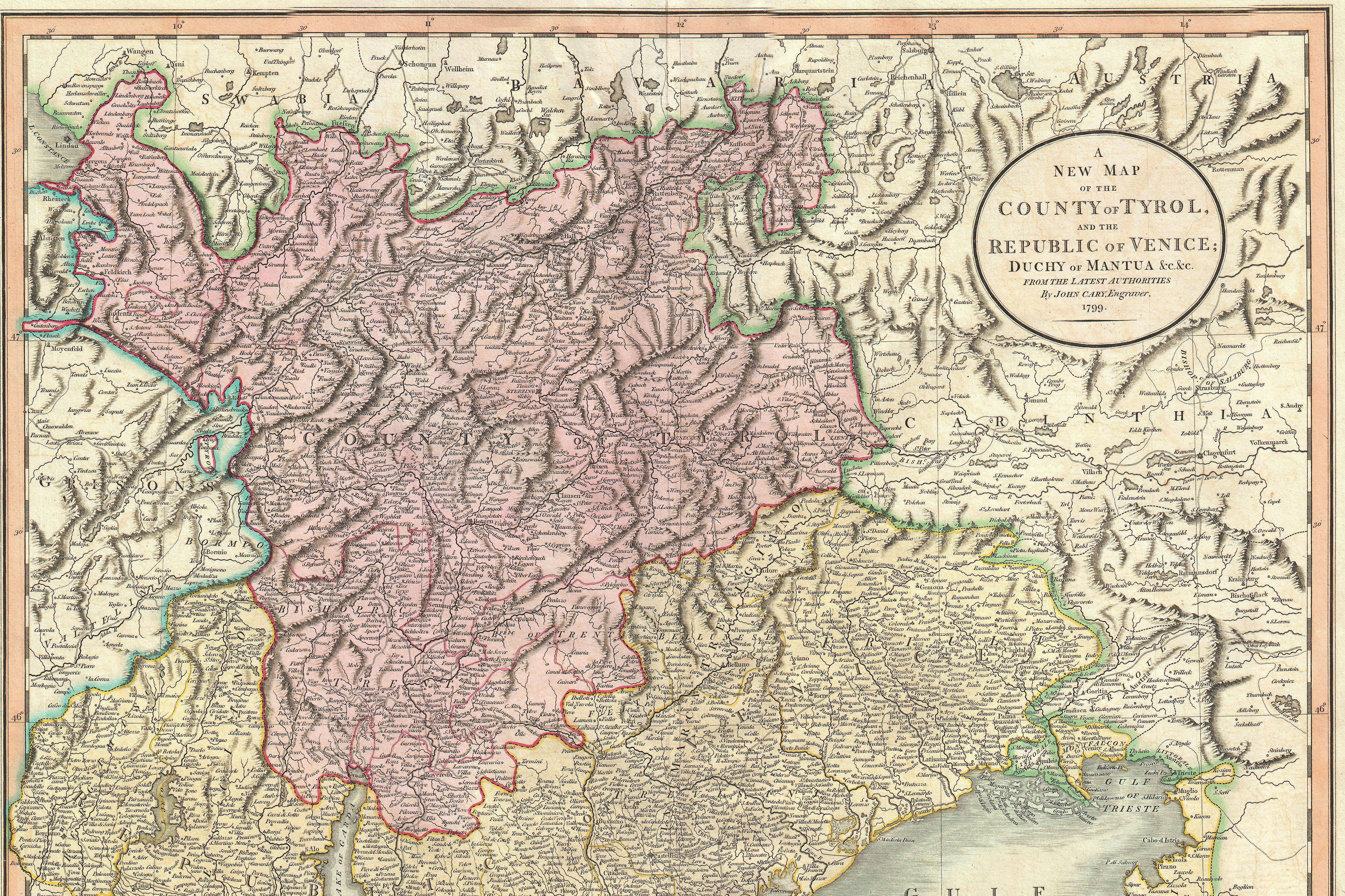
Historická mapa Tyrol a Vorarlberska z roku 1799

Nejstaršími známými obyvateli Tyrolska byli Ilyrové a Keltové. Na konci 1. století př. n. l. dobyli území Římané a začlenili jej do provincií Raetia, Noricum a Venetia. V 6.–7. století pronikli až do údolí Adige k dnešnímu Salurnu Bavoři. Původní rétorománské obyvatelstvo (Ladinové) našlo tehdy útočiště v Dolomitech. V 11. století získali do správy od římskoněmeckých císařů rozsáhlá území kolem obchodní cesty přes Brennerský průsmyk tridentský a brixenský biskup. Ve 12. století začal zemi pod svou vládu sjednocovat šlechtický rod Vintschgauerů, který se od roku 1130 tituloval „hrabata z Tirolu“ (podle rodového hradu Tirol u Merana). Ten si ve 13. století vymohl na tridentských a brixenských biskupech rozsáhlá léna s fojtskými a hraběcími právy. Roku 1363 zdědili Tyrolsko Habsburkové. Tyrolsko se těšilo větším výsadám než ostatní habsburské země (např. císař Maxmilián I. udělil obyvatelům Tyrolska právo nosit zbraň a použít ji na ochranu své země).
Roku 1782 připojil k Tyrolsku císař Josef II. území Vorarlberska. Do roku 1801 bylo území Tyrolska tvořeno většinou území dnešní spolkové země Tyrolsko, dále Vorarlberskem a téměř celým tzv. Jižním Tyrolskem, některými částmi moderní italské autonomní provincie Trento a také obcemi Colle Santa Lucia, Cortina d'Ampezzo, Livinallongo del Col di Lana, Magasa a Valvestino . 9. března 1801 bylo k Tyrolsku připojeno do té doby ze správního hlediska nezávislé biskupství Brixen a 4. února 1803 i území biskupství Trident, zahrnující též obec Pedemonte.
V napoleonských dobách (1805–14) bylo tyrolské území (spolu s Vorarlberskem) zabráno nově vzniknuvším Bavorským královstvím, jemuž ho z vůle Napoleona muselo Rakousko odstoupit v rámci prešpurského míru. Bavorsko rozdělilo Tyrolsko mezi nově vzniklé kraje Innský, Eisacký a Adižský; Tridentsko však bylo po místním povstání připojeno 28. února 1810 k Italskému království. V roce 1809 vypuklo proti bavorské nadvládě a drancování země lidové povstání, v čele s tyrolským lidovým hrdinou Andreasem Hoferem (v roce 1810 byl v italské Mantově popraven). Od vídeňského kongresu 1815 bylo Tyrolsko opět spojeno s Tridentskem v jeden celek a znovuzačleněno do Rakouského císařství, přičemž k němu byly připojeny některé okrajové části bývalého Salcburského knížecího arcibiskupství (Brixenské údolí, obec Matrei, údolí Zillertal). 26. února 1861 bylo od Tyrolska odděleno Vorarlbersko, jež se stalo samostatnou rakouskou korunní zemí.
Po první světové válce bylo Tridentsko 3. listopadu 1918 anektováno Itálií, která pak 10. září 1919 získala i převážně německojazyčné Jižní Tyrolsko. Zbytek Tyrolska se stal spolkovou zemí nově vzniklé Rakouské republiky. Roku 1923 byly od Trentina odděleny území moderních obcí Colle Santa Lucia, Cortina d'Ampezzo a Livinallongo del Col di Lana, která byla nově začleněna do provincie Belluno; roku 1929 bylo od Trentina odděleno území moderní obce Pedemonte, které bylo nově začleněno do provincie Vicenza; roku 1934 byla nakonec oddělena ještě území moderních obcí Magasa a Valvestino, která byla nově začleněna do provincie Brescia. Roku 2007 se Cortina d'Ampezzo a Colle Santa Lucia vyslovily v referendech pro přechod k autonomní provincii Bolzano, roku 2008 se v referendu vyslovila obec Pedemonte pro návrat k autonomní provincii Trentino. 

## Seznam tyrolských panovníků

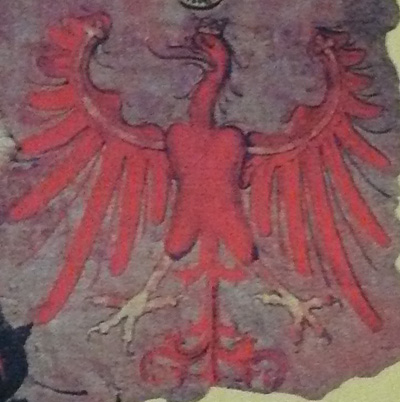
Tyrolská orlice

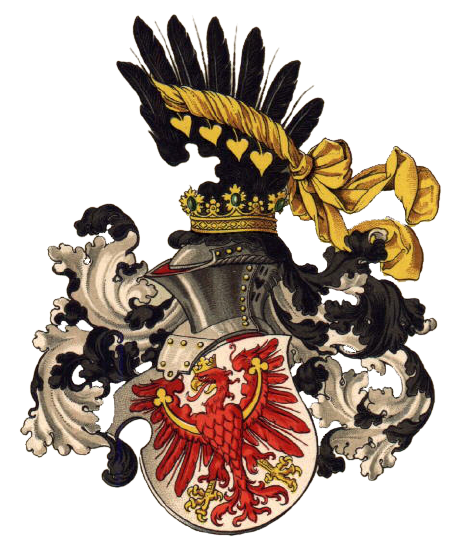
Rytířský znak okněžněného hrabství dle H. G. Ströhla

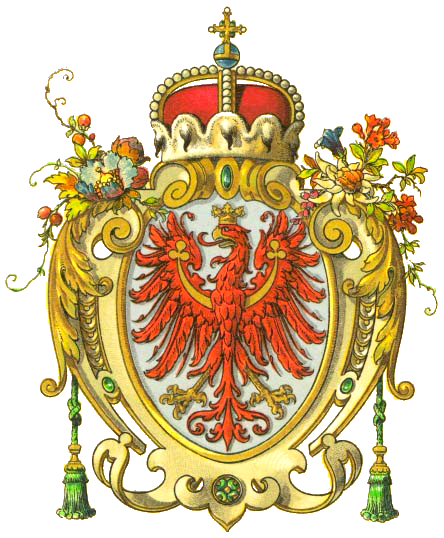
Znak okněžněného hrabství dle H. G. Ströhla

| Tyrolská dynastie |                            |                                                                         |
| Období vlády      | Jméno                      | Poznámky                                                                |
|                   | Albert                     |                                                                         |
| 1028–1140         | Albert I.                  |                                                                         |
| 1140–1165         | Albert II.                 |                                                                         |
| 1165–1180         | Berthold                   |                                                                         |
| 1180–1190         | Jindřich I.                |                                                                         |
| 1202–1253         | Albert III.                |                                                                         |
| Menhardovci       |                            |                                                                         |
| Období vlády      | Jméno                      | Poznámky                                                                |
| 1253–1258         | Menhard I.                 | gorický a istrijský hrabě                                               |
| 1257–1295         | Menhard II.                | korutanský vévoda a jako Menhard IV. gorickým hrabětem                  |
| 1295–1310         | Ota                        | jako Ota III. vévodou korutanským                                       |
| 1310–1335         | Jindřich II.               | jako Jindřich I. králem českým a vévodou korutanským                    |
| 1335–1363         | Markéta Pyskatá            | dcera Jindřicha druhého                                                 |
| Lucemburkové      |                            |                                                                         |
| Období vlády      | Jméno                      | Poznámky                                                                |
| 1335–1341         | Jan Jindřich               | moravský markrabě a manžel Markéty Pyskaté                              |
| Wittelsbachové    |                            |                                                                         |
| Období vlády      | Jméno                      | Poznámky                                                                |
| 1341–1361         | Ludvík                     | jako Ludvík V. hornobavorským vévodou a manžel Markéty Pyskaté          |
| 1361–1363         | Menhard III.               | jako Menhard hornobavorským vévodou                                     |
| Habsburkové       |                            |                                                                         |
| Období vlády      | Jméno                      | Poznámky                                                                |
| 1363–1365         | Rudolf Zakladatel          | jako Rudolf II. vévodou korutanským a jako Rudolf IV. vévodou rakouským |
| 1365–1386         | Leopold I.                 | korutanský vévoda                                                       |
| 1386–1395         | Albrecht                   | korutanský vévoda                                                       |
| 1396–1406         | Leopold II.                |                                                                         |
| 1406–1439         | Fridrich S prázdnou kapsou |                                                                         |
| 1439–1490         | Zikmund Bohatý             | rakouský arcivévoda a regent Předních Rakous a Tyrolska                 |
| 1564–1595         | Ferdinand II.              | arcivévoda                                                              |
| 1602–1618         | Maxmilián                  | tyrolský regent                                                         |
| 1619–1632         | Leopold III.               | tyrolský regent a kníže                                                 |
| 1646–1662         | Ferdinand Karel            | tyrolský kníže                                                          |
| 1663–1665         | Zikmund František          | biskup                                                                  |
| 1665–1705         | Leopold IV.                | jako Leopold I. císařem Svaté říše římské                               |
| 1705-1711         | Josef                      | císař Svaté říše římské                                                 |